# DragonFable
DragonFable (vaak afgekort tot DF) is een gratis, online RPG gemaakt door Artix Entertainment. In juli 2005 verscheen het spel in bèta en op juni 2006 werd het officieel uitgebracht.
Het verhaal van DragonFable speelt zich volgens de makers vijf jaar voor AdventureQuest af en is een vervolg van Mechquest, dat zich 4995 jaar ervoor afspeelt. Al deze spellen zijn gemaakt door Artix Entertainment. DragonFable krijgt wekelijkse updates zoals onder andere nieuwe missies, monsters en wapens.
Elke speler kan een account aanmaken die 1 personage ('character') kan bevatten voor niet-betalende spelers en zes personages voor mensen die een Dragon Amulet (draken amulet) bezitten. Mensen die een Dragon Amulet hebben zijn betalende spelers. Elk personage heeft een klasse en heeft een combat level en zeven stats om te trainen. Je kan tegen vijanden vechten met een turn-based (om de beurt) systeem om experience points (ervaringspunten), goud en uitrusting te winnen. Spelers kunnen het goud gebruiken om onder andere nieuwe uitrusting en huisdieren te kopen om te helpen in gevechten. DragonFable heeft ook tijdelijke gebeurtenissen zoals feestdagen en oorlogen.

## Gameplay
In DragonFable kunnen spelers rondlopen in een 2D wereld. Spelers kunnen ook teams vormen met NPC's om je in gevechten te helpen.
Spelers kunnen ook tegen andere spelers vechten in een arena, genaamd 'Aeris Battlespire'. In deze gevechten vechten spelers niet tegen andere spelers die op dat moment online zijn, maar tegen een computergestuurde vijand die gebaseerd is op de laatste save file van het personage van de speler.
DragonFable heeft enkele hoofdantagonisten om tegen te vechten, zoals Drakath, Sepulchure en Xan. Elke vijand heeft zijn of haar eigen doelen en ambities die het verhaallijn beïnvloeden. Er zijn vele kleinere missies die spelers kunnen nemen om NPC's te helpen of zeldzame voorwerpen te vinden.

### Combat
De combat in DragonFable gebruikt een simpel turn-based systeem met opties zoals aanvallen. Dit laat warriors een simpele aanval doen, rogues twee snelle steken met hun messen, en mages een spreuk met het element van hun uitgeruste wapen. Er is momenteel geen optie om te vluchten, tenzij je het "ChickenCow armor" draagt.
Spelers proberen om de levens van hun tegenstander tot nul terug te brengen voor hun vijanden hetzelfde kunnen doen met hen. Sommige monsters kunnen hun levens regenereren. Spelers kunnen drankjes gebruiken om levens of magie terug te winnen.

### Elementen
In DragonFable heeft elk wapen, huisdier en monster een element, het type schade dat ze kunnen doen. De meest voorkomende elementen zijn: metaal, vuur, water, wind, energie, steen, ijs, licht en duisternis. Maar niks, natuur, vergif, ziekte, liefde, het kwade, zilver hout en ham zijn ook nog elementen.

### Huisdieren
Huisdieren worden gebruikt om extra schade aan de tegenstander toe te brengen in gevechten. Ze kunnen gekocht worden in een dierenwinkel, of gekregen worden als beloning na specifieke gebeurtenissen. Voor veel huisdieren heb je een Dragon Amulet nodig om ze te kunnen gebruiken, maar er zijn ook huisdieren die niet-betalende spelers kunnen gebruiken. Het huisdier kan meer schade doen als de speler zijn charisma verhoogt. Huisdieren vallen automatisch aan na de speler.

### Wapens
Elk wapen en huisdier heeft een element en een waarde van schade. De waarde van schade is hoeveel schade het wapen of huisdier kan doen. Wapens kunnen gekocht worden in een winkel of gekregen na een missie. Als er staat dat het monster -100 tegen jouw element heeft, hit je dubbel zo veel; als er 100 staat tegen jouw element hit je niks en als er 200 staat, dan absorbeert het monster je aanvallen en regenereert hij levenspunten.

### Level
Nadat je een monster hebt verslagen krijg je experience points(XP). Als een speler er genoeg heeft, krijgen ze er een level bij. Als de spelers meer levels hebben krijgen ze meer opties in gevechten. Op een hoger level moet je meer experience points verzamelen om nog een level te krijgen. De hoeveelheid experience points die je nodig hebt, is het kwadraat van je huidige level, vermenigvuldigd met honderd. Bijvoorbeeld: om naar level 19 te gaan, moet een level 18 speler 18² x 100 = 32,400 EXP verzamelen.
Wapens hebben ook levels en ze kunnen niet gebruikt worden tenzij de speler dat level of hoger heeft bereikt. Dit geldt ook voor huisdieren en andere voorwerpen. De huidige level-limiet is 60. De vorige limiet was level 50. Spelers die de limiet hebben bereikt kunnen nog experience points krijgen, maar ze zullen geen levels meer verdienen, tenzij ze 999,999,999 EXP verzamelen, maar dat is onmogelijk.

### Stats
Iedere keer als een personage een level omhoog gaat, krijgt de speler vijf statpoints, die gebruikt kunnen worden om de stats van hun personage te verhogen. Spelers kunnen kiezen welke stats ze willen verhogen. Het hangt van het level af hoeveel het zal kosten. De kostprijs om een stat te trainen wordt verhoogd met 5 goudstukken per level je omhoog gaat.
Om je stats te verhogen moet de speler met Sir Render praten in Falconreach, of met Captain Rolith spreken in Oaklore Keep. Spelers kunnen ook kiezen om al hun stats te verwijderen voor 1000 goudstukken in Falconreach. Als je dit doet moet je terug betalen om je stats nog een keer te trainen. Hier zijn de stats die je kan trainen:
- Kracht (STR) - Kracht verhoogt het minimum en maximum van een wapen met 0,5 per punt
- Uithoudingsvermogen (END) - Uithoudingsvermogen verhoogt je levens(HP) met 5 per punt
- Handigheid (DEX) - Handigheid verhoogt de schade die gedaan wordt door een projectiel
- Intelligentie (INT) - Intelligentie verhoogt de schade veroorzaakt door magie en
- Charisma (CHA) - Charisma verhoogt de schade gedaan door je huisdier
- Geluk (LUK) - Geluk doet hetzelfde als Charisma en helpt je bij het gokken (elke 3 Luk geeft een extra punt bij gokken)
- Wijsheid (WIS) - Wijsheid verhoogt je magiepunten (MP) met 10 per punt

Bij de verhogingen van hoeveel je slaat gaat het maximaal tot 20% van je wapen.
Er zijn ook nog andere van deze dingen, maar die krijg je alleen met helmen, capes, riemen, ringen, kettingen, trinkets en wapens. Ze beginnen allemaal op 5, behalve Dodge, Parry, Block en Bonus. Het zijn:
- Crit Met crit hit je twee keer zo hoog als normaal, elk punt heeft +1% voor een crit
- Bonus Bonus verhoogt de melee, magic en range defenses met de bonus die je hebt
- melee defense Verhoogt de defensie van aanvallen van dichtbij, elk punt is 1%
- Magic defense Verhoogt de defensie van aanvallen van magie, elk punt is 1%
- range defense Verhoogt de defensie van aanvallen van een pijl-en-boog, elk punt is 1%
- Parry Verhoogt de defensie van alle aanvallen, elk punt is 1%
- Dodge Verhoogt de defensie van alle aanvallen, elk punt is 1%
- Block Verhoogt de defensie van alle aanvallen, elk punt is 1%

## Basisdisciplines
Wanneer een speler DragonFable voor de eerste keer speelt, moet hij of zij een personage maken voordat ze kunnen beginnen te spelen. De speler kan het geslacht kiezen, welk discipline je personage is, uitzicht en naam. Alle disciplines hebben 14 vermogens om vrij te spelen. De volgende zijn de eerste disciplines die je kunt gebruiken:
- Warrior - De meest gebalanceerde van de drie. Warriors dragen een harnas en als wapen ofwel een zwaard, een strijdknots of een bijl. Ze kunnen ook staven en messen gebruiken, maar kunnen ze niet zo effectief gebruiken. Bijvoorbeeld: een warrior die een dolk gebruikt zal 20% minder schade doen dan een rogue met dezelfde dolk. Veel van de vermogens focuses op een krachtige slag of meerdere slagen op een vijand.
- Mage - Een snel-lerende discipline waarvan de vechtstijl draait rond de elementen. Hun vechtstijl is meer defensief dan de warrior. Ze kunnen "blind" gebruiken (verhoogt de kans dat de aanval van de vijand mist). Ze dragen gewaden en vechten met een staf of wand. Mages hebben vier elementaire aanvallen die vrijgespeeld kunnen worden wanneer ze level 6 bereiken: vuur, wind, energie en ijs. Mages hoeven geen beurten te wachten wanneer ze een vermogen gebruiken die alle vijanden in een keer raakt.
- Rogue - Een sluwe en snelle discipline die lichte uitrusting draagt. Ze gebruiken twee identieke dolken om hun vijanden aan te vallen en integendeel tot de andere twee disciplines, slaan ze twee keer bij een aanval, een slag per dolk. Maar elke aanval doet maar 60% schade van de normale schade. Wanneer ze andere wapens gebruiken vallen ze maar een keer aan per aanval. Rogues hebben het vermogen om vier keer te slaan met de dolken.

### Extra disciplines
Spelers kunnen upgraden naar een nieuwe discipline door het harnas te dragen van de discipline. Deze harnassen kunnen gevonden worden op locaties doorheen het spel. Een speler kan wisselen tussen deze extra discipline, of naar hun originele. De vermogens van deze disciplines kunnen vrijgespeeld worden door de discipline te trainen. Niet-betalende spelers kunnen de eerste zeven vermogens gebruiken van de gratis disciplines. Hier is een lijst van de disciplines:
- Guardian - een discipline alleen verkrijgbaar als je betaalt voor AdventureQuest, een ander spel gemaakt door Artix Entertianment. Sommige van de vermogens kunnen niet gebruikt worden zonder de Guardian Blade. De veertiende vermogen was gemaakt op 6 juni en dat is het vermogen om de Guardian Dragon op te roepen om te helpen in gevechten. Je kan dit harnas vinden in Falconreach Guardian Tower.
- DragonLord - een discipline die draken kan controleren. Het is alleen verkrijgbaar voor spelers die een Dragon Amulet hebben. Vroeger trainde Lady Celestia dit, maar sinds haar dood in de recente Friday the 13th oorlog wordt dit getraind door Elysia, haar leerlinge. Zij geeft jou dit harnas.
- Dread Pirate - Spelers die het normale piratenharnas hebben kunnen dit omruilen voor de Dread Pirate van Thyton in Falconreach (ook wel te vinden in Shadow of the Wind Village). Alle vermogens vrijgespeeld voor de normale Piratenharnas zal ook voor de Dread Pirate verkrijgbaar zijn. Dit harnas is identiek aan het normale piratenharnas, maar het is zwart en heeft een hogere verdediging. Deze discipline is alleen verkrijgbaar voor spelers met een Dragon Amulet.
- DragonRider - Met deze discipline kan je de Titan Dragon gebruiken. De speler draagt het DragonLord harnas terwijl hij een volwassen draak met unieke vermogens aan het rijden is. Deze discipline is alleen verkrijgbaar voor spelers met een Dragon Amulet.
- DoomKnight - Op 4 september 2009 is er een speciale discipline uitgebracht voor spelers die een Dragon Amulet voor meer dan zes maanden hadden. Er zijn vier upgrades die elk $19,95 kosten. Als je een Dragon Amulet voor twee jaar of meer hebt gehad zijn alle vier upgrades voor $64,95.

### Gratis disciplines
- Pirate - De speler kan deze discipline leren in Osprey Cove. Captain Rhubarb is de meester.
- Ninja - De speler kan deze discipline leren in de Shadow of the Wind Village. Thyton is de leider.
- Ranger - De speler kan deze discipline leren in Sandsea. Zhoom is de meester. In deze klasse gebruik je pijl-en-boog.
- DeathKnight - Een discipline dat levens opoffert voor aanvallen. Spelers moeten de Paladin en Necromancer discipline volledig vrijgespeeld hebben om DeathKnight te zijn. De helm, cape, zwaard, amulet en ring kunnen allemaal vrijgespeeld worden door de missie "DeathKnight" te doen.
- Paladin - Het is een mengeling tussen "light" aanvallen en aanvallen van het element van je uitgeruste wapen. Het heeft een speciaal vermogen om zowel mana als levenspunten terug te krijgen. Om het te trainen, moeten spelers Undead Slayer Badges verzamelen door de missies van Artix te doen.
- Necromancer - Het heeft vele "darkness" aanvallen die handlangers of zelfs de vijand kan controleren. Zorbak is de trainer.
- Dragonslayer - De meeste aanvallen werken alleen op draken en je traint het bij Galanoth door te gokken.
- Technomancer - Yix is de trainer in popsprocket, hiervoor moet je minimaal level 30 zijn.

### Speciale disciplines
- Pumpkin Lord - Een discipline die alleen verkrijgbaar is op Halloween. Deze discipline heeft "nature" aanvallen.
- ChickenCow Lord - Een discipline die van Cysero gekocht kan worden met DragonCoins. Het is de enige discipline waarin je de mogelijkheid hebt om weg te lopen van een gevecht.
- Frost moglin armor - Een discipline die alleen verkrijgbaar is op kerst. Het is de meest aanvallende discipline.

## Beroepen
Tot nu toe zijn kun je kiezen tussen blacksmith (hoefsmid) vissen, koken of alchemie. Er zullen meer beroepen zijn in de toekomst.
- Blacksmithing - Laat de spelers wapens maken voor een relatief lage prijs. Als je hogere levels krijgt kun je nieuwe, sterkere wapens maken met materialen gevonden of gekocht. De wapens waar je level 10 of hoger moet voor zijn om te maken zijn voor mensen die een Dragon Amulet hebben. De trainer is Yulgar.
- Alchemie - Laat de speler betere healing potions (helende drankjes) maken. Door meer levels te krijgen worden er 15 meer levels gegeven per drankje. De maximale level van alchemy is gelijk aan dat van de speler zijn level. Alchemie werkt sinds kort ook voor mana potions. De trainers zijn Reens en Alina. Het maximale wat je kan bereiken is dat je 625 levens per drankje, je kan maximaal 2 drankjes hebben( tenzij met de Pirate stelen-skill).
- Fishing - Dit beroep zegt het zelf: je kan vissen. Op het moment kan je alleen vissen tot level 30 en zijn er nog geen beloningen. Later komen meer plaatsen om te vissen en winkels uit en hoe te beter je vislevel, des te betere spullen je zal kunnen kopen. Om te vissen moet je eerst kleding kopen. Het heet 'Angler' en het kost 1000 goud. Om te vissen ga je net buiten Falconreach of je gaat bij Amityvale naar Thursday en vraagt haar om in Amityvale te mogen vissen.
- Cooking - Je moet koken. Op dit moment kan je er nog niks mee doen maar dat verandert misschien in de toekomst. Als je wilt koken moet je in Falconreach naar beneden en dan naar rechts gaan, dan zie je een huisje met allemaal koekjes. Ga daar binnen, koop er een koksmuts en ga koken.

## Draken
Draken in DragonFable hebben drie vormen, ei, baby en titaan. Terwijl iedereen een drakenei kan hebben en een babydraak kan laten uitkomen, kunnen alleen maar mensen die een Dragon Amulet hebben ze laten groeien tot een titaan. De missies die je moet doen om het ei te krijgen kunnen gestart worden door met Rolith te praten. Alle baby's zien er hetzelfde uit en hebben hetzelfde element nadat ze uitgekomen zijn. Alle spelers kunnen het element kiezen maar alleen mensen met een Dragon Amulet kunnen het uitzicht van een volwassen draak veranderen.
De speler kan de draak als huisdier gebruiken. Spelers kunnen het één keer per dag voederen, wat de vaardigheden van de draak zullen verhogen. Net zoals een ander huisdier kan de speler de draak niet controleren, maar een hoger charisma zal het aanmoedigen om zijn vaardigheden vaker te gebruiken. De vaardigheden zijn:
- Protectie - de draak heelt of verdedigt de speler.
- Magie - de draak gebruikt magie gebaseerd op zijn element.
- Vechten - de draak valt de vijand aan door bijvoorbeeld te bijten.
- Hulp - de draak boost de speler zijn vaardigheden.
- Onheil - de draak verzwakt de vijand.

### Titanen
Volgens de auteurs duurt het normaal 100 jaar voor de draak om een titaan te worden zonder een Dragon Amulet. Spelers met een Dragon Amulet kunnen de draak direct in hun titanenvorm (hun volwassen vorm) transformeren. Titanen kunnen gemodificeerd worden, getraind en gebruikt om te vechten in de Dragon Arena (drakenarena) en specifieke missies doen. Titanen moeten gebruikt worden om de DragonRider discipline te kunnen trainen.